# Cleo de 5 a 7
Cleo de 5 a 7 (títol original en francès Cléo de 5 à 7) és una pel·lícula francoitaliana en blanc i negre de 1962 dirigida per Agnès Varda. Va estar nominada a la Palma d'Or del Festival Internacional de Cinema de Canes, i el crític de cinema Roger Ebert li va atorgar quatre estrelles, la seva màxima puntuació.
La història comença a les 5 de la tarda del 22 de juny, amb una jove i frívola cantant, Florence "Cléo" Victoire, que ha d'esperar fins a les 7 per a saber els resultats d'una prova mèdica que confirmarà una possible diagnosi (de càncer). La pel·lícula és coneguda pel seu tractament d'alguns temes existencialistes, incloent-hi discussions sobre la mort, la idea de la desesperació, i el fet de dur una vida significativa. Té un punt de vista feminista i planteja preguntes sobre com són percebudes les dones. Els miralls tenen un paper predominant per a simbolitzar l'autoobsessió.

## Argument[4]
Cléo (Corinne Marchand) és una cantant pop que volta per París mentre espera els resultats de les seves proves mèdiques. Mentre no arriba l'hora de telefonar al doctor per tal que la informi, es troba amb uns quants amics i desconeguts, tot intentant conviure amb la idea de la seva pròpia mortalitat.
En adonar-se de la indiferència pel seu tràngol dels que li són més propers, es troba qüestionant-se sobre la imatge de nina que la gent té d'ella, i se sent aclaparada per un sentiment de solitud i impotència. Finalment, troba una mica de consol en la companyia d'un desconegut al Parc Montsouris, que resulta ser un soldat a punt de partir a la Guerra d'Algèria i amb qui pot tenir una conversa sincera, ja que comparteixen la por de morir aviat. Aquest l'acompanya a l'Hospital Pitié-Salpêtrière, on a les 6:30 h trobarà el doctor que li donarà els resultats de l'examen.

## Repartiment
- Corinne Marchand: Florence, 'Cléo Victoire'
- Antoine Bourseiller: Antoine
- Dominique Davray: Angèle
- Dorothée Blanck: Dorothée
- Michel Legrand: Bob, el pianista
- José Luis de Vilallonga: l'amant
- Loye Payen: Irma, la tiradora de cartes
- Renée Duchateau
- Lucienne Marchand: la conductora de taxi
- Serge Korber: Plumitif, el lletrista
- Robert Postec: el doctor Valineau
- Raymond Cauchetier: Raoul, el projectionista (no surt als crèdits)

També hi fan un cameo Jean-Luc Godard, Anna Karina, Eddie Constantine i Jean-Claude Brialy, com a personatges de la pel·lícula muda que Raoul ensenya a Cléo i Dorothée.

## Banda sonora
La banda sonora conté quatre cançons escrites par Agnès Varda sobre músiques de Michel Legrand, interpretades per Corinne Marchand:
1. Sans toi
2. La Menteuse
3. La Joueuse
4. La Belle P...